# ダスティン・ホフマンになれなかったよ〜過ぎ去りし想い出は
『ダスティン・ホフマンになれなかったよ〜過ぎ去りし想い出は』（ - すぎさりしおもいでは）は、1987年9月30日に発売された大塚博堂のコンピレーション・アルバム。

## 概要
『2LP collectors』シリーズの下、大塚博堂のオリジナル・アルバム『ダスティン・ホフマンになれなかったよ』と『過ぎ去りし想い出は』の2枚がCD1枚に編集の上で発売された。CD収録時間の都合上、『過ぎ去りし想い出は』の収録曲はLPより4曲がカットされている。

## 収録曲
| #   | タイトル                                 | 作詞             | 作曲                 | 編曲         |
| --- | ---------------------------------------- | ---------------- | -------------------- | ------------ |
| 1.  | 「結婚する気もないのに」                 | 藤公之介         | 大塚博堂             | あかのたちお |
| 2.  | 「坂道で」                               | 藤公之介         | 大塚博堂             | 佐藤準       |
| 3.  | 「季節の中に埋もれて」                   | 藤公之介         | 大塚博堂             | 森岡賢一郎   |
| 4.  | 「愛されてますか」                       | 大塚博堂         | 大塚博堂             | 惣領泰則     |
| 5.  | 「新宿恋物語」                           | 藤公之介         | 大塚博堂             | あかのたちお |
| 6.  | 「ふるさとでもないのに」                 | 藤公之介         | 大塚博堂             | 佐藤準       |
| 7.  | 「坂の上の二階」                         | 藤公之介         | 大塚博堂             | あかのたちお |
| 8.  | 「ある日恋の終わりが」                   | 大塚博堂（訳詞） | ジョルジュ・ムスタキ | 森岡賢一郎   |
| 9.  | 「一冊の本」                             | 藤公之介         | 大塚博堂             | あかのたちお |
| 10. | 「色エンピツの花束」                     | 大塚博堂         | 大塚博堂             | 横内章次     |
| 11. | 「あなたという名の港」                   | 藤公之介         | 大塚博堂             | あかのたちお |
| 12. | 「ダスティン・ホフマンになれなかったよ」 | 藤公之介         | 大塚博堂             | 惣領泰則     |
| 13. | 「過ぎ去りし想い出は」                   | 大塚博堂         | 大塚博堂             | 森岡賢一郎   |
| 14. | 「突然の出逢いに」                       | 井手剛一         | 大塚博堂             | あかのたちお |
| 15. | 「見送った季節のあとで」                 | 藤公之介         | 大塚博堂             | 森岡賢一郎   |
| 16. | 「旅でもしようか」                       | 藤公之介         | 大塚博堂             | あかのたちお |
| 17. | 「娘をよろしく」                         | 広瀬俊夫         | 大塚博堂             | 森岡賢一郎   |
| 18. | 「週末まで待って」                       | 大塚博堂         | 大塚博堂             | 佐藤準       |
| 19. | 「青春の宴」                             | 藤公之介         | 大塚博堂             | あかのたちお |
| 20. | 「夕暮れのような微笑」                   | 藤公之介         | 大塚博堂             | あかのたちお |